# Phyllogonostreptus broelemanni
Phyllogonostreptus broelemanni är en mångfotingart som först beskrevs av Carl Graf Attems 1897.  Phyllogonostreptus broelemanni ingår i släktet Phyllogonostreptus och familjen Harpagophoridae. Inga underarter finns listade i Catalogue of Life.